# نشان زرین حزب
نشان زرین حزب (آلمانی: Goldenes Parteiabzeichen) نشانی بود که آدولف هیتلر مجوز اعطای آن را، طی فرمانی در اکتبر ۱۹۳۳ صادر کرد. این مدال، جایزهٔ ویژه‌ای بود که به همه اعضای حزب نازی که از ۹ نوامبر ۱۹۳۳، شماره‌های عضویت ۱ تا ۱۰۰۰۰۰ را ثبت کرده و عضویت پیوسته داشتند، اعطا می‌شد. شماره عضویت حزبی فرد دریافت‌کننده، در پشت مدال درج شده بود. تنها ۲۰۴۸۷ مرد و ۱۷۹۵ زن با این شرایط، این مدال را دریافت کردند.
پوشیدن عمومی همه نشان‌های حزب نازی، از جمله نشان زرین حزب، در سال ۱۹۴۵ ممنوع شد.